# Pseudophallus mindii
Pseudophallus mindii és una espècie de peix de la família dels singnàtids i de l'ordre dels singnatiformes. Va ser descrit com a Syngnathus mindii pels ictiòlegs Seth Eugene Meek i Samuel Frederick Hildebrand el 1923, el nom vàlid actual és Pseudophallus mindii (Meek & Hildebrand).
Els adults poden assolir 16 cm de longitud total. És ovovivípar i el mascle transporta els ous en una bossa ventral, la qual es troba a sota de la cua.
És un peix bentopelàgic i de clima tropical (24 °C-30 °C). Es troba als rius costaners atlàntics i caribenys de Centreamèrica i Sud-amèrica.